# 사만다 비
서맨사 비(Samantha Bee, 1969년 10월 25일 ~ )는 미국의 희극인, 작가, 제작자, 정치 평론가, 배우, 텔레비전 진행자이다.

## 출연 작품

### 영화
- Ham & Cheese (2004)
- 언더독 (2007)
- 쿠퍼스 카메라 (2008, Coopers' Camera)
- 러브 그루 (2008)
- Motherhood (2009)
- 퍼리 벤전스 (2010)
- 브로큰 데이트 (2010)
- 인생면허시험 (2014)
- 출동! 도토리 구조대 (2015)
- 엘리엇과 산타 썰매단 (2018, Elliot the Littlest Reindeer)

### 텔레비전
- The Endless Grind (2001)
- 더 데일리 쇼 위드 존 스튜어트 (2003-15)
- Full Frontal with Samantha Bee (2016-22)

### 그 외
- Rally to Restore Sanity and/or Fear (2010)